# 中共闽中厦门工委旧址
24°27′21″N 118°5′7″E / 24.45583°N 118.08528°E
中共闽中厦门工委旧址，位于中国福建省厦门市思明区开元街道虎溪社区励志里1号，是厦门市第二批文物保护单位之一。
旧址所在地称妙法林，是兼备居家住宅的佛教斋堂。建筑西南朝东北，二进式单层天井式民居，穿斗式、硬山顶砖木结构，通面宽三间计13.3米，总进深20.5米，占地面积750平方米。卷棚顶，分前、后两斋堂，斋堂两侧为厢房。前设佛堂，后为祖堂。主体建筑周边辟庭院、通道，设有院墙。
1980-90年代旧址曾进行多次维修，现仍在开展宗教活动。

## 历史
妙法林建于1934年，由安南（今越南）华侨侯妙音出资，转逢和尚弟子苏志忍筹备兴建，是一座具有闽南特色的、由菜姑住持的佛堂。
抗日战争期间，福建省各界抗敌后援会厦门分会曾利用佛教斋会于此开展抗日宣传、募捐支前等爱国活动。1946年4月抗战结束后，中共闽中厦门工作委员会（简称厦门工委）在妙法林正式成立，许集美任工委书记，郑种植、施能鹤为工委委员。工委隶属中共泉州中心县委，妙法林是工委的秘密据点，翌年初工委机关所辖联络站被国民党当局破坏，故撤离妙法林。1948年初，工委机关再次迁回本址，开展地下革命活动，直至厦门被解放军占领。
从抗战胜利至1949年十月的四年间，中共闽中厦门工委在全市共建立5个党总支、21个党支部，发展中共党员300余名，建立了大量革命联络站。工委曾开展群众运动、“统战”工作，并支援游击战争，配合解放军占领厦门，这些活动的开展都与妙法林有直接或间接的关系。此外，妙法林还是第二次国共内战期间中共泉州中心县委、中共海澄工委设在厦门的秘密交通站。

## 保护范围
励志里1号所属范围。

## 图库

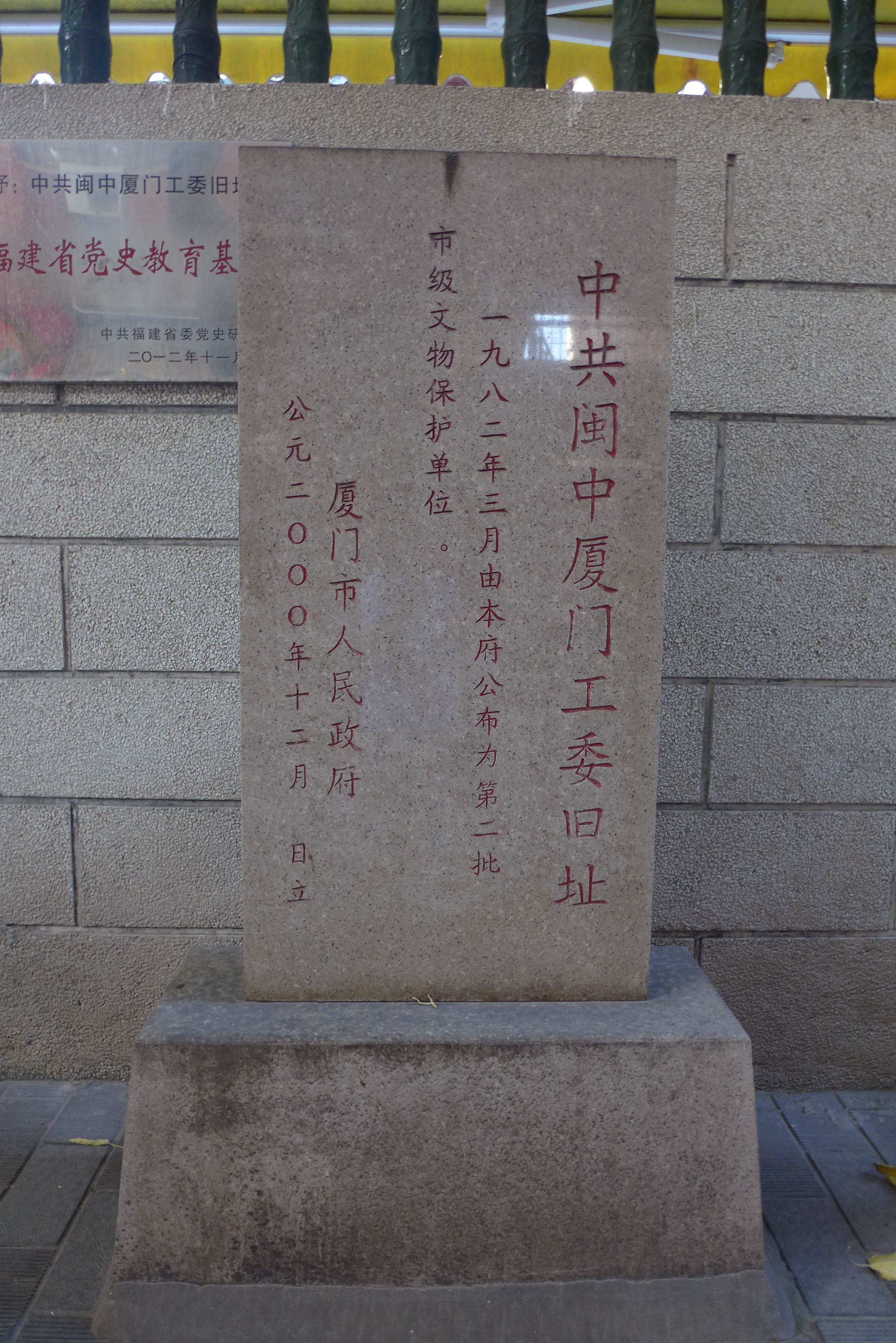
中共闽中厦门工委旧址，厦门市第二批市级文物
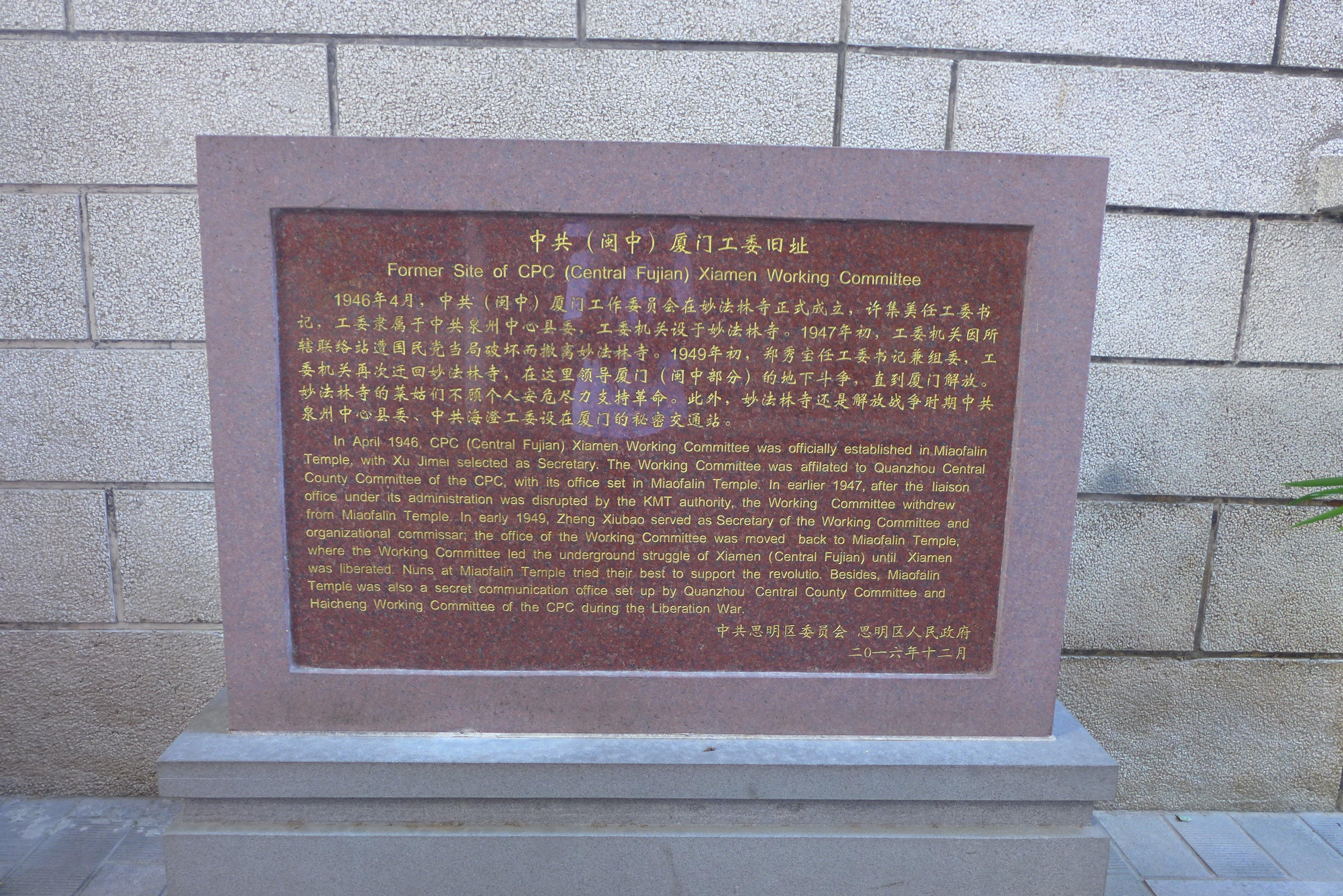
旧址是厦门市97处革命遗址之一
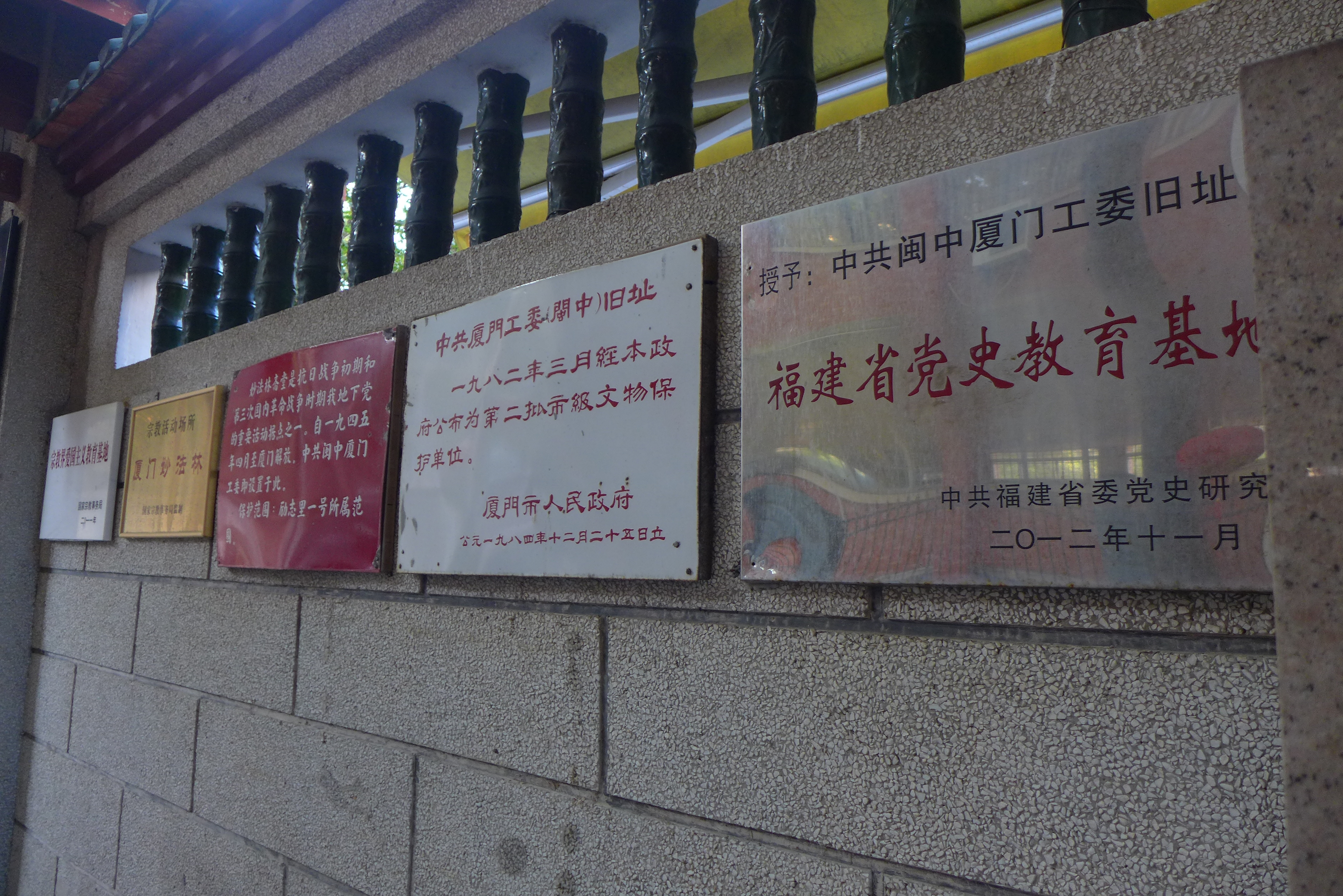
旧址现为福建省党史爱国教育基地、宗教界爱国主义教育基地